# Hemicyclaspis
Hemicyclaspis è un genere estinto di pesci agnati, vissuto nel Devoniano inferiore (circa 400 milioni di anni fa), i cui resti fossili sono stati rinvenuti in Europa e in Canada. Questo animale appartiene alla classe estinta degli osteostraci (Osteostraci).

## Uno "storione" dalla testa corazzata
Con un corpo lungo e leggermente appiattito, una lunga e potente coda e il capo a forma di mezzaluna, l'emiciclaspide è il rappresentante perfetto degli osteostraci primitivi, un gruppo di "pesci senza mascelle" caratteristici del Siluriano superiore e del Devoniano. L'emiciclaspide, lungo circa 15 centimetri, viveva in acque dolci presso i fondali, dove aspirava con l'apertura boccale posta ventralmente le particelle nutritive presenti nel fango. Il capo di questo animale era un unico scudo cefalico dotato di due bordi laterali simili a due tagliamare. Nei pressi di questi bordi e sulla sommità del capo, tra gli occhi, l'emiciclaspide era dotato di tre aree formate da molteplici placche poligonali, forse dotate di particolare sensibilità. In sostanza, l'emiciclaspide assomigliava vagamente a un piccolo storione dal capo corazzato.

## Occhi in alto
Gli occhi erano posti nella parte superiore del cranio e garantivano una visibilità notevole dell'ambiente circostante: in questo modo l'emiciclaspide poteva avvistare i predatori (come gli artrodiri) in tempo per mettersi in salvo. Rispetto a gran parte dei suoi parenti, infatti, l'emiciclaspide nuotava meglio e più velocemente: ciò era permesso da due "pinne" pettorali, che garantivano cambi di direzione repentini, insieme alla lunga coda muscolosa, con un lembo sporgente dalla parte superiore come quella degli squali. La specie più nota è Hemicyclaspis murchisoni, proveniente dall'Inghilterra. Un suo stretto parente è Cephalaspis.